# Architecture baroque à Turin

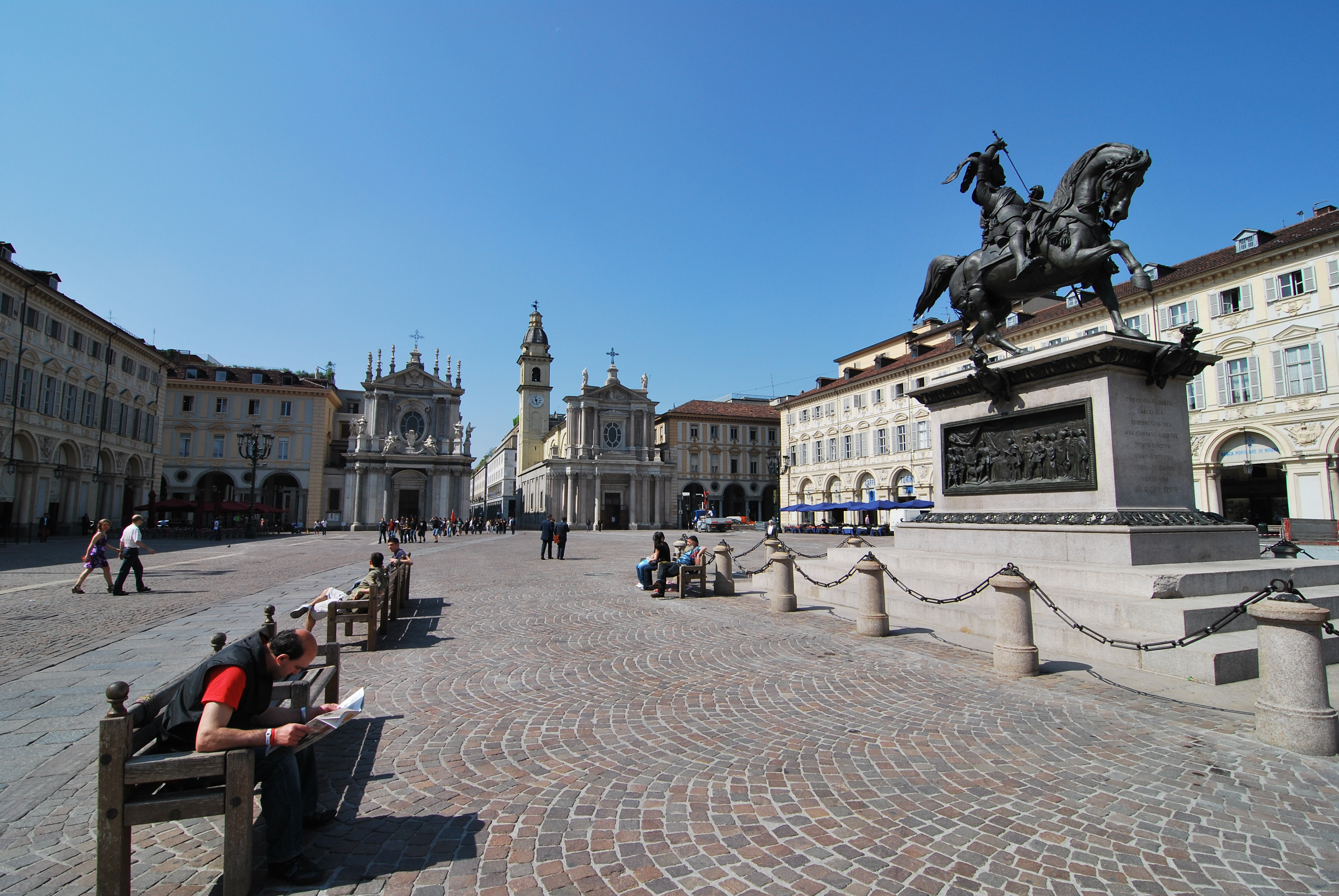
Piazza San Carlo

L'architecture baroque à Turin correspond à une période architecturale allant de la deuxième moitié du XVIe siècle à la fin du XVIIe siècle. La ville de Turin conserve aujourd'hui encore le caractère qu'a voulu lui donner le duc de Savoie Emmanuel-Philibert, qui, en 1562, transféra sa capitale de Chambéry à Turin et dut, à une époque où l'absolutisme commençait à s’épanouir, faire le choix d'une architecture affirmant l'autorité de l'État et du monarque. Les façades des palais sont ici beaucoup plus sobres et rigoureuses qu'à Rome. Le baroque est ici rationnel et donne à la ville un air de gravité.

## Histoire
Vers la fin du XIVe siècle, Turin était encore enfermée dans l'enceinte romaine du castrum ; quelques années plus tard, pendant les règnes d'Emmanuel-Philibert de Savoie (1553-1580) et de son fils Charles-Emmanuel Ier (1580-1630), la ville devint un important centre baroque, point de rencontre des tendances romaines (à Rome, les artères percées vont d'une basilique à l'autre) et françaises (monarchiques, absolutistes) et synthèse singulière entre aspirations contre-réformatrices et laïques. À Turin, le plan est rationnel et laïque, les seuls édifices qui dominent la ville horizontale sont en revanche les clochers et les dômes des églises.

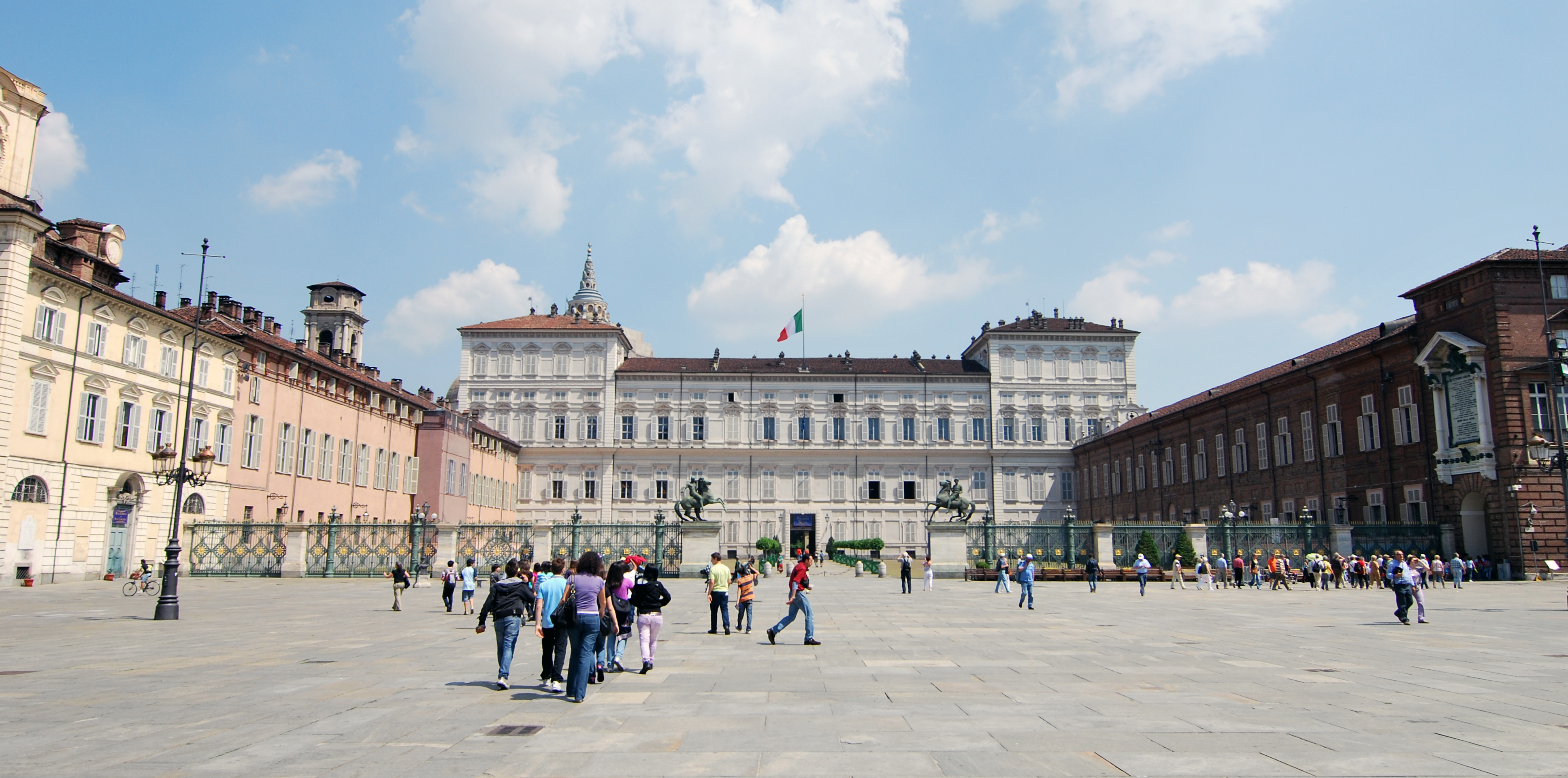
Piazza Castello

On fit appel à Ascanio Vitozzi (1539-1615) pour l'aménagement de la piazza Castello, autour de laquelle émergèrent les nouveaux quartiers de la ville ; les travaux furent dirigés par Carlo di Castellamonte (1560-1641), qui, à partir de 1621, réalisa une extension de l'habitat vers le sud selon un système d'axes orthogonaux. On doit au même architecte la conception de la vaste piazza San Carlo (appelée à l'époque Piazza Reale), avec, en son centre, une statue équestre, mais qui présente également deux églises jumelles flanquant l'axe principal, formule rappelant celle adoptée pour la piazza del Popolo à Rome. Cette double valence, fruit de l'union entre éléments sacrés et laïques, se retrouve également dans le Palais ducal (devenu plus tard Palais royal), qui enlace pour ainsi dire la cathédrale.
Le plan d’agrandissement de Turin fut poursuivi par Amedeo di Castellamonte (1610-1683), fils de Carlo, qui planifia le développement de la ville vers l’est. En 1673 commença, selon le projet de l’architecte, la percée d’une voie (via Po) destinée à relier la piazza Castello à la porte du Po ; cette voie est bordée de palais à arcades d’une grande uniformité et se termine vers le fleuve par une exèdre (portique de plan semi-circulaire), référence symbolique à l’ouverture de la ville vers la campagne environnante.

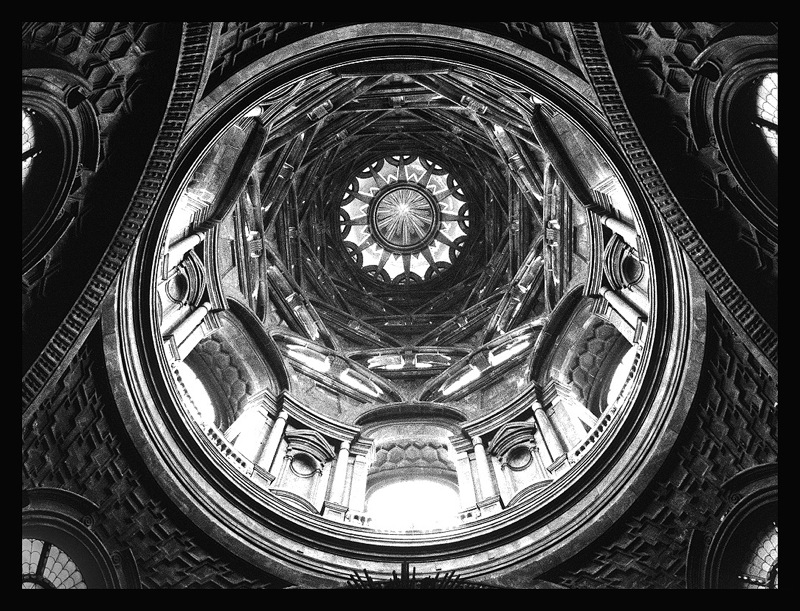
Coupole de la chapelle du Saint-Suaire

Amedeo di Castellamonte a également travaillé sur diverses résidences de la maison de Savoie ; il a apporté sa contribution au Palais ducal et, dans les années 1660, il fut chargé par Charles-Emmanuel II de concevoir le Palais royal et le bourg de Venaria Reale, dans les environs de Turin.
À la même époque, Guarino Guarini (1624-1683) mit la dernière main à la chapelle du Saint-Suaire (cappella della Sacra Sindone), commencée par Castellamonte sur l'arrière de la cathédrale. La chapelle devait avoir trois entrées (deux à partir de la cathédrale et une à partir du Palais ducal), ce qui détermina la planimétrie de l'édifice. L'intérieur, de plan circulaire, est divisé en neuf parties, trois arcs correspondant à chacune des trois entrées. Le tout est couronné par le tambour de la coupole, laquelle est constituée par un extraordinaire entrelacs d'ogives et de nervures mis en valeur par la lumière diffusée par de nombreuses fenêtres que l'on voit curieusement émerger à l’extérieur de l'édifice.

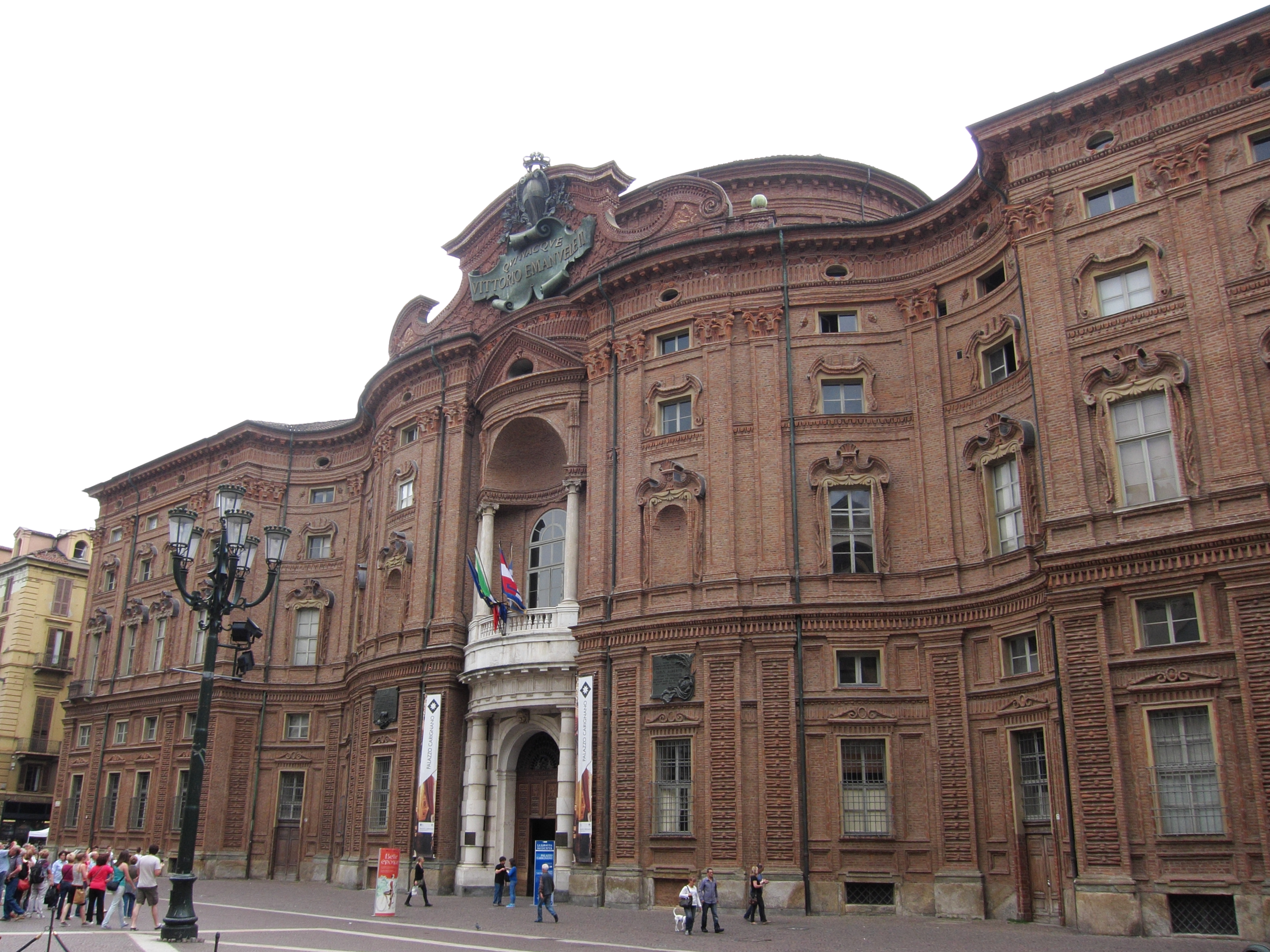
Palais Carignan, façade

C’est encore Guarini qui construisit, entre 1668 et 1680, l'église Saint-Laurent. Le plan est de base octogonale, avec les côtés de forme convexe, mais un presbytère elliptique disposé transversalement apporte un axe principal à la composition ; l’espace, au niveau inférieur, est structuré par la présence de larges serliennes qui délimitent les chapelles latérales, tandis que la coupole est marquée par une série de nervures qui s'entrecroisent pour former l'octogone sur lequel repose la lanterne.
Les inventions extraordinaires de Guarini furent appliquées également dans l'architecture civile : le palais Carignan, basé sur un plan en U, présente une façade convexe monumentale qui fait saillie par rapport au reste de l'édifice. Cette configuration, bien que paraissant inspirée des projets de Gian Lorenzo Bernini pour le palais du Louvre et du château de Vaux-le-Vicomte, fait du palais Carignan l'une des résidences les plus intéressantes du XVIIe siècle.
Alors que Guarini construit des sanctuaires fermés, clos sur eux-mêmes, souvent sans recul, et qui auraient pu tout aussi bien être placés en un autre point de la ville, Filippo Juvarra (1678-1736), scénographe et auteur de nombreux décors de théâtre, cherche à organiser avec un sens grandiose de la mise en scène des espaces choisis pour leur valeur théâtrale. Juvarra travaille à la gloire de la cour de Savoie et s'applique à organiser le déploiement du pouvoir et de la puissance.

## Principaux édifices baroques à Turin

### En ville

#### Palais et résidences
| Édifice                                       | Architecte                                                                       | Date de construction                    | Coordonnées                 | Adresse                       | Notes | Images (extérieur) | Images (intérieur/détail) |
| --------------------------------------------- | -------------------------------------------------------------------------------- | --------------------------------------- | --------------------------- | ----------------------------- | --- | ------------------ | ------------------------- |
| Palais Carignan (Palazzo Carignano)           | Camillo-Guarino Guarini                                                          | 1679                                    | 45° 04′ 08″ N, 7° 41′ 07″ E | Via Accademia delle Scienze 5 | L'un des plus beaux édifices de Turin, il voit naître en 1820 Victor-Emmanuel II, qui deviendra le premier roi d'Italie. |                    |                           |
| Palais du Duc de Chablais (Palazzo Chiablese) | Benedetto Alfieri                                                                | XVIe siècle / 1753-54                   | 45° 04′ 22″ N, 7° 41′ 07″ E | Piazza San Giovanni           | |                    |                           |
| Palazzo Cisterna                              | Antonio Maurizio Valperga                                                        | 1675-1686                               | 45° 04′ 02″ N, 7° 41′ 09″ E | Via Maria Vittoria 12         | Aujourd’hui siège de la ville métropolitaine de Turin.                                                                   |                    |                           |
| Palazzo Civico                                | Francesco Lanfranchi, Benedetto Alfieri, Francesco Valeriano Dellala di Beinasco | 1659-1663                               | 45° 04′ 24″ N, 7° 40′ 52″ E | Piazza Palazzo di Città       | Anciennement Palazzo di Città, aujourd'hui hôtel de ville.                                                               |                    |                           |
| Palais Madame (Palazzo Madama)                | Filippo Juvarra et al.                                                           | XIVe au XVIIIe siècle, achevé 1721      | 45° 04′ 15″ N, 7° 41′ 09″ E | Piazza Castello               | Palais baroque adossé au château médiéval au centre de la Piazza Castello, abrite le Museo Civico d'Arte Antica          |                    |                           |
| Palais royal (Palazzo Reale)                  | Ascanio Vittozzi, Carlo di Castellamonte                                         | XVIe au XVIIIe siècle                   | 45° 04′ 22″ N, 7° 41′ 10″ E | Piazzetta Reale 1             | Centre de la politique des Savoie pendant au moins trois siècles, styles néoclassique et baroque.                        |                    |                           |
| Château du Valentino (Castello del Valentino) | Carlo et Amedeo di Castellamonte                                                 | XVIe siècle, reconstruit de 1638 à 1660 | 45° 03′ 14″ N, 7° 41′ 12″ E | Parco del Valentino           | |                    |                           |

#### Édifices religieux
| Édifice                                                              | Architecte                                               | Date de construction                             | Coordonnées                 | Adresse                                               | Notes                                                                              | Images (extérieur) | Images (intérieur/détail) |  |
| -------------------------------------------------------------------- | -------------------------------------------------------- | ------------------------------------------------ | --------------------------- | ----------------------------------------------------- | ---------------------------------------------------------------------------------- | ------------------ | ------------------------- |  |
| Sanctuaire de la Consolata (Santuario della Consolata)               | Camillo-Guarino Guarini                                  | XVIIe et XVIIIe siècles                          | 45° 04′ 36″ N, 7° 40′ 44″ E | Via della Consolata                                   | L'un des plus anciens lieux de culte de Turin.                                     |                    |                           |  |
| Basilique du Corpus Domini (Basilica del Corpus Domini)              | Ascanio Vittozzi, Amedeo di Castellamonte                | XVIIe siècle, commencée en 1607                  | 45° 04′ 22″ N, 7° 40′ 58″ E | Via Palazzo di Città                                  | Elle célèbre le « miracle eucharistique » qui se serait produit à Turin en 1453.   |                    |                           |  |
| Église de l'Immaculée Conception (Chiesa dell'Immacolata Concezione) | Camillo-Guarino Guarini (?)                              | 1675-1694                                        | 45° 04′ 03″ N, 7° 40′ 44″ E | Via Arsenale/Via Lascaris                             |                                                                                    |                    |                           |  |
| Chapelle des Marchands (Cappella dei Mercanti)                       | (?)                                                      | commencée au XVe siècle, terminée au XIXe siècle | 45° 04′ 23″ N, 7° 40′ 46″ E | Via Garibaldi 25                                      |                                                                                    |                    |                           |  |
| Basilica Mauriziana                                                  | Antonio Bettino la remanie en 1678                       | XVe au XVIIe siècle                              | 45° 04′ 29″ N, 7° 40′ 57″ E | Via Milano 20                                         | Adossée à la Galleria Umberto I.                                                   |                    |                           |  |
| Église de Notre-Dame du Carmel (Chiesa della Madonna del Carmino)    | Filippo Juvarra                                          | 1732-1736                                        | 45° 04′ 31″ N, 7° 40′ 34″ E | via del Carmine, angle via Bligny                     |                                                                                    |                    |                           |  |
| Église de la Santissima Annunziata                                   | Carlo Morello / Giuseppe Gallo                           | 1648-1656, reconstruite de 1919 à 1934           | 45° 04′ 01″ N, 7° 41′ 33″ E | Via Po 45                                             |                                                                                    |                    |                           |  |
| Église Saint-Charles (Chiesa di San Carlo)                           | Antonio Maurizio Valperga (?)                            | 1619, façade 1834                                | 45° 04′ 02″ N, 7° 40′ 55″ E | Piazza San Carlo                                      | Église jumelle de Sainte-Christine.                                                |                    |                           |  |
| Église Sainte-Christine (Chiesa di Santa Cristina)                   | Carlo di Castellamonte / Filippo Juvarra                 | 1620-1639 / 1715-1718                            | 45° 04′ 01″ N, 7° 40′ 56″ E | Piazza San Carlo                                      | Église jumelle de Saint-Charles..                                                  |                    |                           |  |
| Église Saint-François d’Assise (Chiesa di San Francesco d’Assisi)    | Bernardo Antonio Vittone et al.                          | 1608-1761                                        | 45° 04′ 19″ N, 7° 40′ 50″ E | Via San Francesco d’Assisi                            |                                                                                    |                    |                           |  |
| Église San Francesco da Paola                                        | Andrea Costaguta                                         | 1632-1667                                        | 45° 04′ 06″ N, 7° 41′ 21″ E | via Po, angle via S. Francesco da Paola               |                                                                                    |                    |                           |  |
| Église Saint-Joseph (Chiesa di San Giuseppe)                         | Carlo Emanuele Lanfranchi                                | à partir de 1683                                 | 45° 04′ 11″ N, 7° 40′ 46″ E | Via Santa Teresa 22                                   |                                                                                    |                    |                           |  |
| Église Saint-Laurent (Chiesa di San Lorenzo)                         | Camillo-Guarino Guarini                                  | 1634-1680                                        | 45° 04′ 20″ N, 7° 41′ 05″ E | Via Palazzo di Città/Piazza Castello                  | Église de la maison royale.                                                        |                    |                           |  |
| Église des saints martyrs (Chiesa dei Santi Martiri)                 | Pellegrino Tibaldi, Carlo Giulio Quadrio pour la coupole | 1577-1612, coupole 1708-1711                     | 45° 04′ 23″ N, 7° 40′ 46″ E | Via Garibaldi, angle via Botero                       | Dédiée aux plus anciens saints patrons de la ville, Octave, Soluteur et Adventeur. |                    |                           |  |
| Église Sainte-Marie de Place (Chiesa di Santa Maria di Piazza)       | Bernardo Antonio Vittone                                 | 1751-1752                                        | 45° 04′ 19″ N, 7° 40′ 43″ E | Via Santa Maria                                       |                                                                                    |                    |                           |  |
| Église Saint-Philippe Néri (Chiesa di San Filippo Neri)              | Filippo Juvarra / Giuseppe Maria Talucchi                | 1715-1735 / 1823-1854                            | 45° 04′ 05″ N, 7° 41′ 04″ E | Via Maria Vittoria, angle via Accademia delle Scienze | Plus grand édifice de culte de la ville.                                           |                    |                           |  |
| Chapelle du Saint-Suaire (Cappella della Sacra Sindone)              | Camillo-Guarino Guarini                                  | 1668-1694, commencée au XVIe siècle              | 45° 04′ 24″ N, 7° 41′ 09″ E | Piazza San Giovanni                                   | Encastrée entre la cathédrale et le Palais royal. Accès depuis la cathédrale.      |                    |                           |  |

### Dans les environs
| Édifice                                                            | Architecte                                                    | Date de construction | Coordonnées                 | Adresse                                     | Notes                                              | Images (extérieur) | Images (intérieur/détail) |  |
| ------------------------------------------------------------------ | ------------------------------------------------------------- | -------------------- | --------------------------- | ------------------------------------------- | -------------------------------------------------- | ------------------ | ------------------------- |  |
| Basilique de Superga                                               | Filippo Juvarra                                               | 1717-1731            | 45° 04′ 51″ N, 7° 46′ 04″ E | 10 km à l’est de Turin                      | Transition entre baroque et néo-classicisme.       |                    |                           |  |
| Pavillon de chasse de Stupinigi (Palazzina di caccia di Stupinigi) | Filippo Juvarra                                               | 1729-1733            | 45° 59′ 43″ N, 7° 36′ 16″ E | Stupinigi, 13 km au sud-ouest de Turin      | Chef-d’œuvre baroque de Juvarra.                   |                    |                           |  |
| Palais royal de Venaria (Reggia di Venaria Reale)                  | Amedeo di Castellamonte, Michelangelo Garove, Filippo Juvarra | 1658-1679            | 45° 08′ 09″ N, 7° 37′ 25″ E | Venaria Reale, 13 km au nord-ouest de Turin | L’une des plus vastes résidences royales au monde. |                    |                           |  |

## Les grands architectes baroques de Turin
Depuis 1563, date à laquelle Turin devint capitale du duché de Savoie, la ville vit se succéder trois générations d'architectes s'employant à en faire une cité à la hauteur de son rang. Après le projet fondateur d'Ascanio Vitozzi, Amedeo di Castellamonte se propose de mettre en ordre une couronne périurbaine de la capitale, une Couronne de délices (Corona di delizie), sur laquelle projeter une image d'autorité et de magnificence. Deux architectes de génie vont contribuer à la poursuite de ce projet audacieux : Guarino Guarini, dans les œuvres duquel (palais Carignan, église Saint-Laurent) dominent la technique, la géométrie et l'abstraction mathématique, et le Sicilien Filippo Juvarra, grand metteur en scène d'espaces architecturaux (escalier du palais Madame, N.-D. du Carmel), âgé d'à peine cinq ans lorsque meurt Guarini. Mais bien d'autres architectes de renom ont également joué un rôle décisif dans la construction du patrimoine baroque de Turin. En voici une liste (dans l'ordre chronologique de leur naissance) qui ne saurait être exhaustive :
- Pellegrino Tibaldi (1527-1596)
- Ascanio Vitozzi (1539-1615)

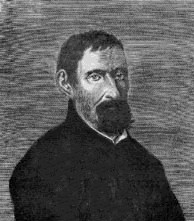
Guarino Guarini, 1683

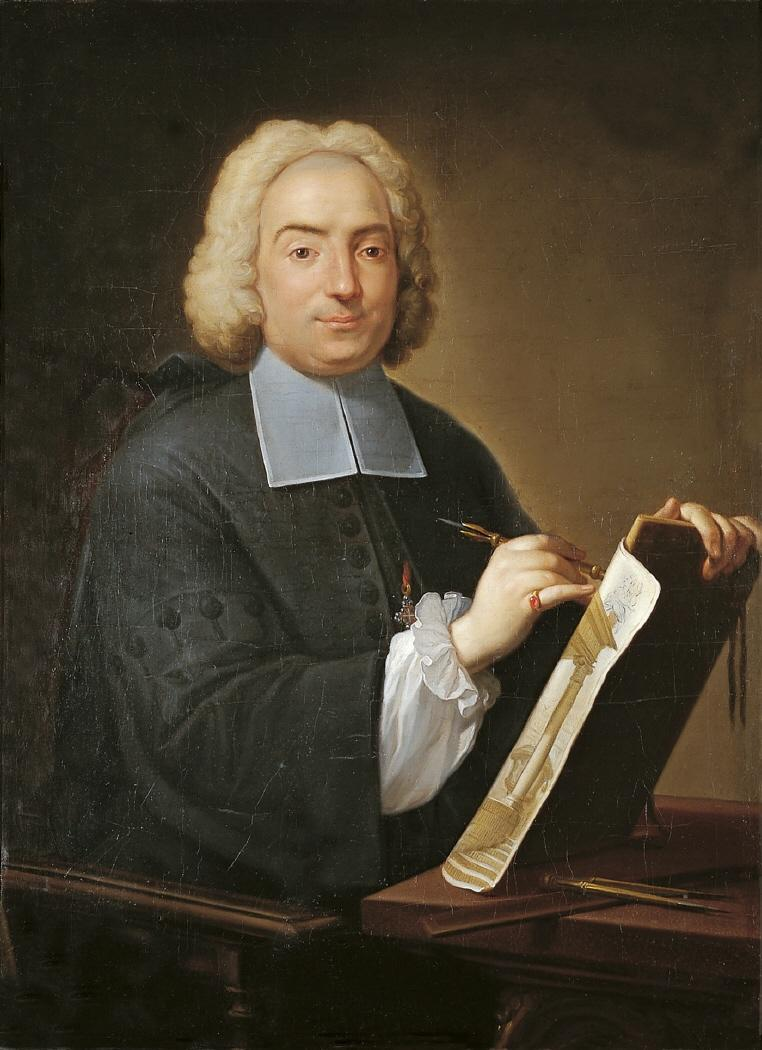
Filippo Juvarra, 1707, par Agostino Masucci

- Carlo di Castellamonte (1560-1661), père d'Amadeo
- Antonio Maurizio Valperga (1605-1688)
- Carlo Morello (~1605-~1671)
- Francesco Lanfranchi (1610-1669), père de Carlo Emanuele
- Andrea Costaguta (1610-1670)
- Amedeo di Castellamonte (1610-1683), fils de Carlo
- Camillo-Guarino Guarini (1624-1683)
- Antonio Bettino (~1630-?), luganais, collaborateur de Guarini
- Carlo Emanuele Lanfranchi (~1640-?), fils de Francesco
- Michelangelo Garove (1648-1713)
- Carlo Giulio Quadrio (~1650-?)
- Filippo Juvarra (1678-1736), sicilien
- Benedetto Alfieri (1699-1767)
- Bernardo Antonio Vittone (1701-1770)
- Francesco Valeriano Dellala di Beinasco (1731-1805)
- Giuseppe Gallo (1860-1927), néo-baroque